# Zugimlole
Zugimlole è una circoscrizione rurale (rural ward) della Tanzania situata nel distretto di Kaliua, regione di Tabora. Conta una popolazione di 23 241 abitanti (censimento 2012).